# Le Ciel flamand
Pour plus de détails, voir Fiche technique et Distribution.
Le Ciel flamand est un film dramatique belge réalisé par Peter Monsaert.
Le film a été notamment présenté au Festival international du film de Saint-Sébastien 2016 et au Festival international du film de Toronto 2016.

## Synopsis
Monique tient une maison close avec sa fille Sylvie et d'autres filles. Eline est la fille de six ans ou Sylvie. Le bordel est une zone interdite pour elle. Cependant, le jour de son anniversaire, elle se faufile dans le bordel et rencontre un travestit ou seulement la voix et des petites parties de ses vêtements sont visibles. Il kidnappe Eline et la viole. La police ouvre une investigation mais toutes les traces sont sans issue. Dirk, un chauffeur d’autobus, est le père d’Eline, mais cela doit rester secret. C'est pourquoi il est un oncle d'Eline depuis sa naissance. Dirk rencontre un Saint Nicolas ivre le 5 décembre. Eline a dit à Dirk le malfaiteur nommé Robert. Lorsque Saint Nicolas insinue qu'il s'appelle Robert, Dirk le tue. Il brûle la voiture et enterre l'homme. La police clôture investigation sur le cas d'Eline. Autour de Noël, un message de traçage sur l'homme perdu est à la télévision. Son nom était Philippe. Eline associe cet homme à Saint Nicolas et est heureuse qu'il ne revienne pas. On ne sait pas si Philippe est le pédophile. Dirk a des remords et veut se pendre juste avant le générique de fin, mais son destin est inconnu.

## Fiche technique
- Titre : Le Ciel flamand
- Réalisation : Peter Monsaert
- Scénario : Peter Monsaert
- Musique : Bert Dockx
- Producteur : Annemie Degryse, Jan De Clercq, Alexander Vandeputte
- Pays d’origine :  Belgique
- Genre : film dramatique
- Dates de sortie :
  -  Belgique : 16 novembre 2016
  -  France : 25 janvier 2017

## Distribution
- Sara Vertongen : Sylvie
- Wim Willaert : Dirk
- Esra Vandenbussche : Eline
- Serge Larivière : Philippe Leclerc
- Ingrid De Vos : Monique
- Isabelle van Hecke : Vanessa
- Tom Ternest : Alain
- Naima Rodric : Aisha

## Sélections
- 2016 : Festival international du film de Saint-Sébastien
- 2016 : Festival international du film de Toronto
- 2016 : Festival du film de Londres
- 2016 : Festival de Gand
- 2016 : Festival international du film d'Amiens
- 2017 : Festival international du film d'Aubagne - Music & Cinema, prix du meilleur film.